# Psychologia głębi
Psychologia głębi (niem. Tiefenpsychologie) – termin określa różne koncepcje psychologiczne wywodzące się genetycznie z psychoanalizy Zygmunta Freuda, lecz znacznie się od niej różniące. Autorem terminu psychologia głębi był Carl Gustav Jung. Koncepcje te stanowią teoretyczne zaplecze dla różnych form psychoterapii (niekoniecznie psychoanalitycznych).
Wspólnym elementem różnych szkół psychologii głębi są kategorie podświadomości oraz nieświadomości oraz założenie, że są to sfery ludzkiej psychiki znajdujące się w ukryciu, do których dostęp jest możliwy przy pomocy psychoterapii. Psychoterapia jest w psychologii głębi metodą hermeneutyczną polegającą na interpretowaniu snów, swobodnych skojarzeń, przejęzyczeń i konfabulacji badanej (terapeutyzowanej) jednostki.
Psychologia głębi kładzie silny nacisk na osobistą relację między terapeutą a pacjentem, łączy zagadnienie terapii z kwestią rozwoju osobistego (stąd terapia bywa zalecana osobom w kategoriach psychiatrycznych zdrowym).
Podstawowe koncepcje psychologiczne wchodzące w skład psychologii głębi to:
- psychoanaliza Freuda,
- psychologia analityczna Carla Gustava Junga,
- psychologia kulturalistyczna Ericha Fromma, Karen Horney i Harriego S. Sullivana,
- psychologia indywidualna Alfreda Adlera,
- koncepcja progów rozwojowych Ericka Ericksona.